# Cabinet Rau V
Land de Rhénanie
-du-Nord-Westphalie
Rau IV Clement I
Le cabinet Rau V (en allemand : Kabinett Rau V) est le gouvernement du Land de Rhénanie-du-Nord-Westphalie entre le 17 juillet 1995 et le 9 juin 1998, durant la douzième législature du Landtag.

## Coalition et historique
Dirigé par le ministre-président social-démocrate sortant Johannes Rau, ce gouvernement est constitué et soutenu par une « coalition rouge-verte » entre le Parti social-démocrate d'Allemagne (SPD) et l'Alliance 90 / Les Verts (Grünen). Ensemble, ils disposent de 132 députés sur 221, soit 59,7 % des sièges du Landtag.
Il est formé à la suite des élections législatives régionales du 14 mai 1995 et succède au cabinet Rau IV, constitué et soutenu par le seul SPD. Au cours du scrutin, les sociaux-démocrates perdent environ quatre points et doivent ainsi abandonner la majorité absolue dont ils disposaient depuis les élections de 1980. Rau doit alors se résoudre à constituer une alliance avec les écologistes, ayant exclu toute « grande coalition » avec l'Union chrétienne-démocrate d'Allemagne (CDU).
Au pouvoir depuis septembre 1978, il décide de démissionner en juin 1998, afin notamment de préparer sa candidature à l'élection présidentielle de juin 1999. Il cède l'exécutif à Wolfgang Clement, qui constitue son premier cabinet et reconduit la majorité en place.

## Composition

### Initiale (17 juillet 1995)
- Les nouveaux ministres sont indiqués en gras, ceux ayant changé d'attributions en italique.

| Fonction                                                                                         | Nom | Nom                                                  | Parti  |
| ------------------------------------------------------------------------------------------------ | --- | ---------------------------------------------------- | ------ |
| Ministre-président                                                                               |     | Johannes Rau                                         | SPD    |
| Vice-ministre-président Ministre des Travaux publics et du Logement                              |     | Michael Vesper                                       | Grünen |
| Ministre des Finances                                                                            |     | Heinz Schleußer                                      | SPD    |
| Ministre de l'Intérieur                                                                          |     | Franz-Josef Kniola                                   | SPD    |
| Ministre de la Justice                                                                           |     | Fritz Behrens                                        | SPD    |
| Ministre du Travail, de la Santé et des Affaires sociales                                        |     | Franz Müntefering jusqu'au 01/11/1995 Axel Horstmann | SPD    |
| Ministre des Affaires fédérales et européennes                                                   |     | Manfred Dammeyer                                     | SPD    |
| Ministre de l'Égalité entre les hommes et les femmes                                             |     | Ilse Ridder-Melchers                                 | SPD    |
| Ministre de l'Éducation et de la Formation professionnelle                                       |     | Gabriele Behler                                      | SPD    |
| Ministre du Développement urbain, de la Culture et des Sports                                    |     | Ilse Brusis                                          | SPD    |
| Ministre de l'Environnement, de l'Aménagement du territoire et de l'Agriculture                  |     | Bärbel Höhn                                          | Grünen |
| Ministre de l'Économie, des Petites et moyennes entreprises, de la Technologie et des Transports |     | Wolfgang Clement                                     | SPD    |
| Ministre de la Science et de la Recherche                                                        |     | Anke Brunn                                           | SPD    |